# Hockey Vercelli
L'Hockey Vercelli è un club italiano di hockey su pista fondato nel 2019 ed avente sede a Vercelli. I suoi colori sociali sono il nero, il giallo e il verde.

## Storia
La storia dell'Hockey Vercelli prende avvio in data 19 luglio 2019 dove viene presentata al ristorante “Borgo Antico” di Borgo Vercelli. Il primo presidente è Gianni Torazzo, ex storico direttore sportivo dell’Hockey Club Amatori Vercelli; come allenatore venne scelto Paolo De Rinaldis. La prima stagione di attività per la squadra vercellese è quella del 2019-2020 con la disputa del campionato di Serie B. Prima del torneo venne disputata la Coppa Italia di categoria dove il Vercelli si aggiudicò 11 vittorie su altrettanti incontri; anche in campionato arrivarono solo vittorie sei su sei incontri disputati. La stagione sarà interrotta dalla pandemia di COVID-19. La squadra vercellese fu comunque ripescata in Serie A2.
Sempre con Paolo De Rinaldis il Vercelli disputò il campionato di Serie A2 2020-2021 da protagonista; vinse il girone A cogliendo 20 vittori su 22 gare disputate e qualificandosi direttamente alle final four dei play-off promozione. Qui sconfisse in semifinale il Montecchio P. e poi in finale il Matera cogliendo così la promozione nel massimo campionato. L'annata vincente venne completata aggiudicandosi anche la Coppa Italia di categoria.
L'annata 2021-2022 vide l'arrivo del nuovo allenatore, lo spagnolo Sergi Punset. Il cammino in Serie A1 vide il Vercelli cogliere, da neopromossa, l'ottavo posto centrando così la partecipazione ai play-off scudetto. Al primo turno dei play-off venne eliminato il Montebello mentre ai quarti di finale fu il Trissino, futuro campione d'Italia, ad eliminare i piemontesi. La posizione in classifica valse anche la prima qualificazione ad una coppa europea, la Coppa WSE 2022-2023. La stagione seguente vide i vercellesi confermarsi tra le protagoniste della massima serie con un settimo posto finale e la qualificazione ai play-off scudetto per il secondo anno consecutivo. Nella stagione 2023-2024 affronta dei problemi logistici e al termine del girone di andata la squadra viene ritirata dal campionato di serie A1 con la conseguente retrocessione in serie B.

## Colori e simboli
Come detto i colori sociali dell'Hockey Vercelli sono il nero, il giallo e il verde. 
Il logo della società è diviso in tre con lo stemma della città di Vercelli, i colori gialloverdi (quelli storici dell’hockey vercellese) e le due lettere, HV, stilizzate.

## Strutture
L'attuale PalaPregnolato fu inaugurato il 18 settembre 1982 e chiamato Palahockey o PalaIsola, dal nome del rione in cui è ubicato. Negli anni seguenti fu dedicato a Massimo Pregnolato, giovane hockeista scomparso.

## Società
- Presidente: Marta Anna Ferretti
- Presidente Onorario: Gianni Torazzo
- Vicepresidente: Alvise Racioppi e Piero Mentasti
- Consiglieri: Mirko Brizzi, Paolo Gallione, Roberto Giraudi; Andrea Coppo; Fabrizio Mangino
- Segretario: Mirko Brizzi

- 2019-2022:  Gianni Torazzo
- dal 2022:  Marta Anna Ferretti

- 2019-2020:  Paolo De Rinaldis
- 2020-2021:  Paolo De Rinaldis
- 2021-2022:  Sergi Punset
- 2022-2023:  Sergi Punset (1ª-7ª) e  Roberto Crudeli (8ª-26ª)
- 2023-2024:  Roberto Crudeli

## Palmarès
- Campionato italiano di serie B/A2: 1

2020-2021
- Coppa Italia/Lega A2: 1

2020-2021

## Statistiche

### Partecipazioni ai campionati
| Livello | Categoria | Partecipazioni | Debutto   | Ultima stagione | Totale |
| ------- | --------- | -------------- | --------- | --------------- | ------ |
| 1º      | Serie A1  | 3              | 2021-2022 | 2023-2024       | 3      |
| 2º      | Serie A2  | 1              | 2020-2021 | 2020-2021       | 1      |
| 3º      | Serie B   | 1              | 2019-2020 | 2019-2020       | 1      |

### Partecipazioni alla coppe nazionali
| Competizione | Partecipazioni | Debutto   | Ultima stagione |
| ------------ | -------------- | --------- | --------------- |
| Coppa Italia | 2              | 2021-2022 | 2022-2023       |

### Partecipazioni alla coppe internazionali
| Competizione | Partecipazioni | Debutto   | Ultima stagione |
| ------------ | -------------- | --------- | --------------- |
| Coppa WSE    | 1              | 2022-2023 | 2022-2023       |

## Organico
Dati aggiornati alla stagione 2023-2024, tratti dal sito internet ufficiale della Federazione Italiana Sport Rotellistici.

### Staff tecnico
- Allenatore: